# Stade Ambergris
Le stade Ambergris est un stade de football situé à San Pedro au Belize.